# Методизм в России
Методизм в России — одно из направлений протестантского христианства в стране. По данным на 2014 год в России насчитывалось около 70 методистских общин.
Методистское вероучение проникло в Российскую империю в конце XIX века. В 1880 году в городе Николайстад (ныне Вааса) Великого княжества Финляндского проповедник Карл Линдборг основал первую методистскую общину на территории империи. Через четыре года церковь методистов возникла в Гельсингфорсе (ныне Хельсинки). В 1889 году в Санкт-Петербурге появился первый методистский приход, а в 1909 году Методистская епископальная церковь в России получила официальное признание. Петербургские методисты активно занимались социальной работой, особенно во время Первой мировой войны. Важным рубежом в истории российского методизма стала Октябрьская революция 1917 года. Если в первые годы советской власти к методистам относились с безразличием или внешне лояльно, то к началу 1930-х годов в результате репрессий методизм в СССР был полностью уничтожен. На фоне перестройки в 1989 году в Советской России началось возрождение методизма. С 1993 года официально действует Российская объединённая методистская церковь (РОМЦ), в которую входят все методистские общины Российской Федерации.

## История

### Имперский период

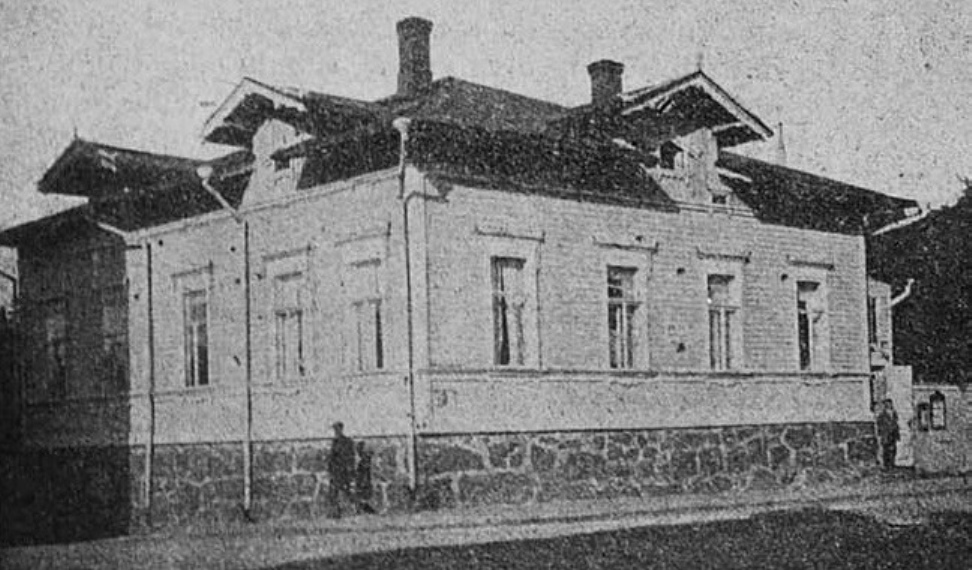
Церковь «Вефиль» в Выборге

По воспоминаниям методистских миссионеров, «дверью, через которую они вошли в Россию, была Финляндия». В 1880 году проповедник Карл Линдборг в городе Николайстад (Великое княжество Финляндское) основал первую на территории Российской империи методистскую общину. Через четыре года в Гельсингфорсе была организована первая шведская методистско-епископальная община, спустя некоторое время — и первая финская. К 1891 году в Финляндии действовали четыре церковных прихода: в Гельсингфорсе, Або, Экенесе и Николайстаде.
В Санкт-Петербурге в 1889 году появился первый русский методистский приход, где служили в основном выходцы из Швеции и Финляндии. В марте 1907 года уроженец столицы и пастор Ялмар Фридрихович Салми получил разрешение правительства на общественную деятельность методистской церкви. В октябре того же года была создана Финская и Петербургская миссия. Её возглавил американский миссионер, нью-йоркец Джордж Альберт Саймонс, при котором начался выпуск периодических изданий «Методизм в России» (на английском языке) и «Христианский поборник», также публиковались его сочинения «Канонический катехизис», «Доктрины и дисциплины Методистской епископальной церкви», «Методисты: кто они и чего хотят?» и брошюра Джона Уэсли «Характер методиста».
В июне 1907 года Василий Тяхт и Карл Куум начали проповедовать на острове Эзель. В 1910 году в Аренсбурге появилась первая эстонская методистская церковь. В 1906 году в Литве был официально зарегистрирован первый методистский приход. В январе 1911 года в Ковне открылся дом молитвы методистов, где в июле 1912 году прошло первое заседание Русского миссионерского круга. Таким образом Русская миссия стала самостоятельной ветвью Методистской епископальной церкви. К тому времени в северной части России насчитывалось 13 проповедников, 15 общин, 9 воскресных школ, где обучались более 700 детей, и 2 часовни. В мае 1911 года в методистской церкви Выборга принял крещение поэт Осип Мандельштам.
В 1909 году методистская община Санкт-Петербурга была официально учреждена как Первая методистская епископальная церковь. Вскоре после этого на улицах города и в печати появились объявления с приглашением всех желающих посетить евангельские чтения в этой церкви, которые проводились два раза в неделю. Проповеди читались на русском, английском, немецком, шведском, финском и эстонском языках. 26 декабря 1914 года в доме № 58 на Большом проспекте Васильевского острова состоялось открытие молитвенного дома методистов, теперь они могли собираться в собственном помещении. К 1916 году значительную долю методистов Петрограда составляли американские граждане. Методистская епископальная церковь для здешних американцев не только выполняла религиозную функцию, но и превратилась в культурный и общественный центр, вокруг которого развернулась жизнь американских поселенцев. Английский язык полностью вытеснил финский и наравне с русским стал основным языком общины, на котором произносились проповеди и проводились занятия в воскресной школе.
Важнейшим направлением деятельности петербургских методистов была социальная работа. Её реализация возлагалась на незарегистрированную общину диаконис «Вифания» во главе с Анной Эклунд, прообразом которой были многочисленные одноимённые методистские общины США и Германии. Она создавалась для служения всем и оказания помощи в случае физической и духовной нужды каждому страждущему независимо от национальности и вероисповедания. Деятельность общины включала уход за больными, посещение бедных, шитьё и раздачу детского белья. Также традицией стало устраивать рождественские ёлки для детей из малообеспеченных семей рабочих кварталов.
Наибольшего успеха в социальной деятельности методисты в России достигли в период Первой мировой войны. В июле 1915 года в Петрограде в доме молитвы методистов прошёл день моления за царя и родину, а затем Методистская церковь в лице своего пастора Саймонса вошла в образованный в августе комитет американцев в Петрограде. С одной стороны, целью комитета было продолжение деятельности американских госпиталей для русских солдат в Киеве, Тифлисе и на русско-персидской границе и открытие похожего госпиталя в столице. С другой стороны, комитет стремился всеми возможными способами показать расположение Соединённых Штатов к России, способствовать росту дружеских настроений российского правительства и народа по отношению к США. Методистская церковь также регулярно распространяла среди раненых копии Евангелия на русском языке. Это касалось не только американского госпиталя, но и других военных лечебных учреждений Петрограда, включая госпиталь Великого князя Алексея Николаевича в Зимнем дворце, с руководством которого церковь находилась в постоянном контакте.
Ещё одним направлением работы методистской общины Петрограда было проведение Джорджем Альбертом Саймонсом бесед о Библии, которые перерастали в бесплатные общедоступные курсы английского языка. Однако, в отличие от благотворительности, эта деятельность вызывала у российской общественности негативное и настороженное отношение. В одном из номеров газеты «Колокол» была опубликована статья, автор которой считал, что «даровое обучение английскому языку» должно было преследовать свои скрытые цели, близкие к целям других благотворительных организаций американского происхождения. По мнению автора статьи, бесплатные уроки английского языка были своего рода приманкой для привлечения «неосведомлённой» российской публики на беседы ещё одного «баптиста-евангелизатора», «подрывающего устои православия». Активная религиозная, издательская и социальная деятельность Первой методистской епископальной церкви продолжалась вплоть до начала 1918 года.

### После 1917 года
После Февральской революции 1917 года на Дальнем Востоке России начали количественно и качественно укрепляться методистские и пресвитерианские общины, состоявшие преимущественно из корейцев, которые переселялись в регион со второй половины XIX века. Организационно оформиться корейским методистским общинам помогли единоверцы из оккупированной Японией Кореи, а также русские и корейские баптисты, которые оказывали данным общинам всяческую поддержку и помощь. Во время гражданской войны и иностранной военной интервенции на российском Дальнем Востоке основная часть материальной и финансовой помощи для методистов поступала из США, чему способствовало американское военное присутствие в регионе. Американская методистская епископальная миссия на свои средства построила для приморских методистов трёхэтажный дом молитвы в Корейской слободе во Владивостоке.

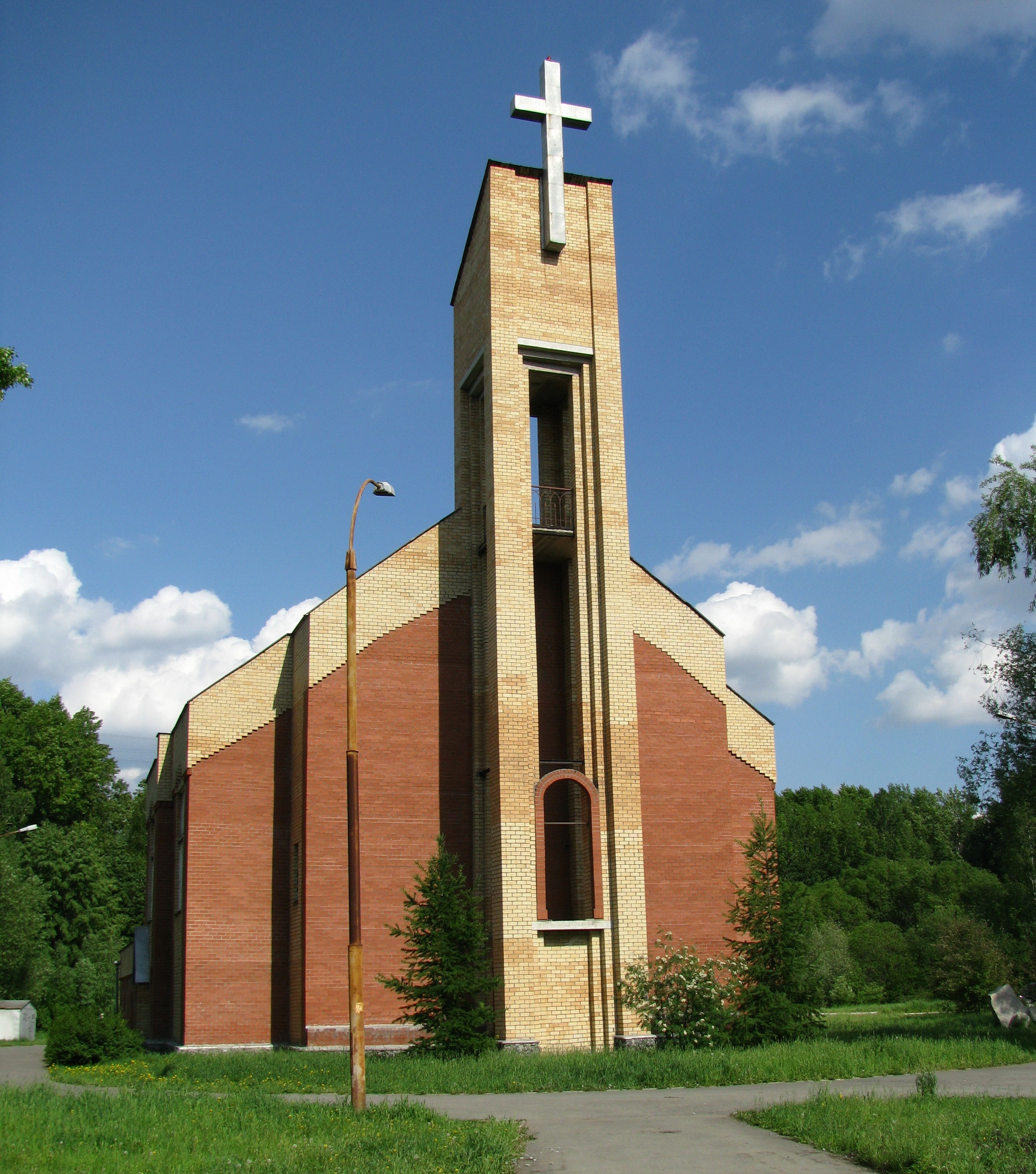
Методистская церковь в Екатеринбурге

В 1921 году на Дальнем Востоке России из-за активной деятельности методистских миссионеров был создан Сибирский синод методистской церкви (ССМЦ), который руководил всеми методистскими общинами региона. Согласно его данным, в 1923 году на территории Приморского края действовало 107 методистских общин, объединявших 3464 верующих. После окончательного установления в России советской власти ССМЦ утратил возможность собираться на заседания и вскоре прекратил существование. Самой активной методистской общиной в Приморской губернии в 1920-е годы была владивостокская церковь, также значение имела община в Никольске-Уссурийском. Однако отношения между протестантами и советской властью постепенно ухудшались. Закрытие приморским губернским отделом народного образования частных и миссионерских корейских школ, которых в регионе было около 50, лишило местных методистов возможности организованно приобщать детей к вере.
В ответ на декларируемое Японией усиление роли корейцев в борьбе за создание «Азии для азиатов» власти СССР развернули массовую атеистическую пропаганду, которая привела к быстрому сокращению количества методистских общин и численности их членов. К 1925 году количество методистских общин в Приморье сократилось и составило 72 общины, а в 1928 году их осталось 6. Если в 1925 году в приморских общинах насчитывалось 1810 прихожан, то к 1928 году их численность уменьшилась до 1011, при этом не осталось ни одного рукоположенного пастора. К началу 1929 года организованная деятельность приморских методистов достигла критически низкого уровня. Депортация местных корейцев в Среднюю Азию в 1937 году поставила точку в корейском методистском и пресвитерианском вопросе в Приморье.
На территории всего СССР в начале 1930-х годов в результате гонений со стороны властей методистские общины были ликвидированы. Единственной действовавшей методистской церковью в стране после 1940 года была Методистская церковь Эстонии, созданная в 1935 году. К 1973 году численность её прихожан увеличилась и составила 2,3 тыс. человек.

### Современность

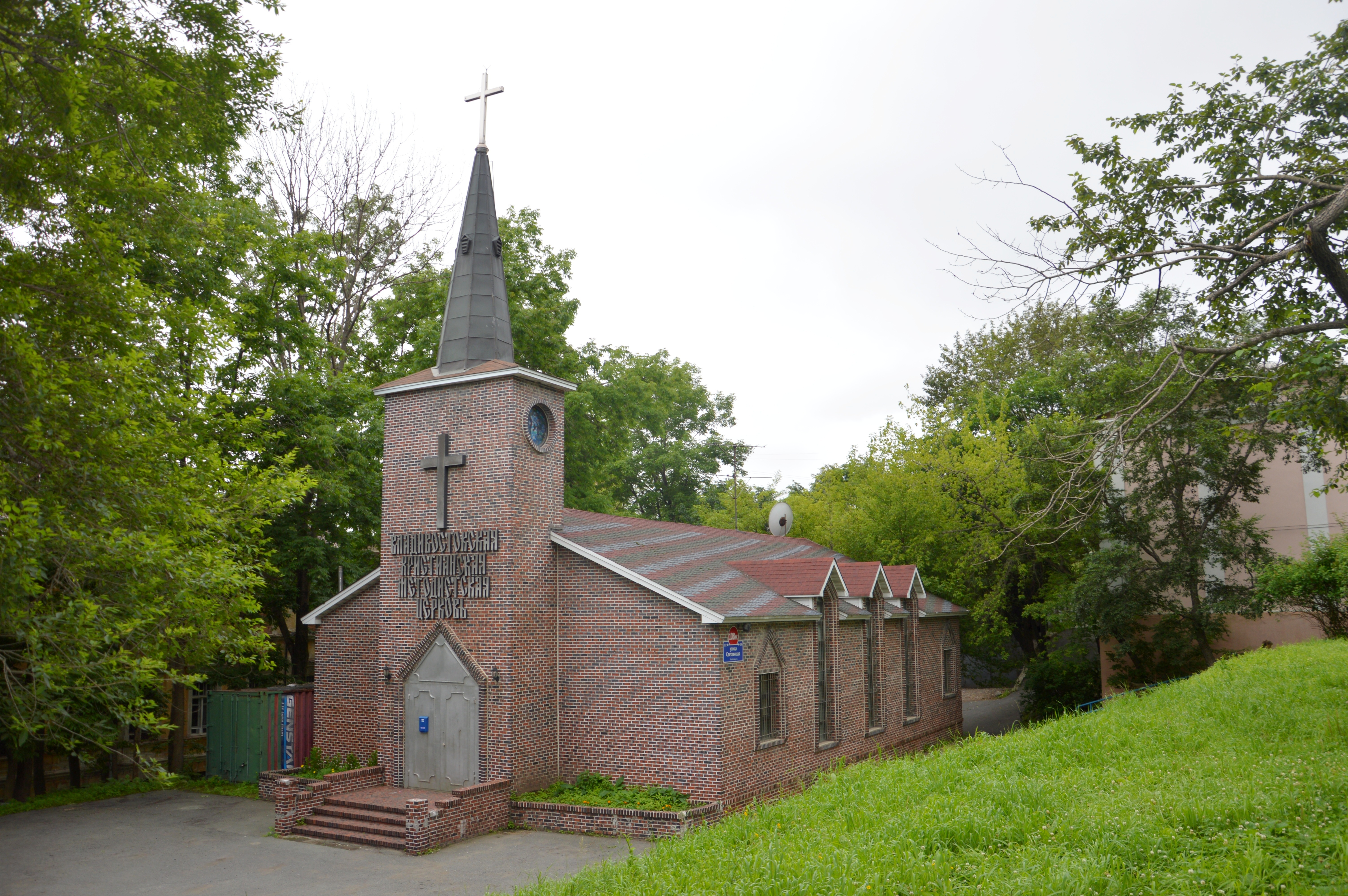
Владивостокская христианская методистская церковь

В 1989 году, на фоне перестройки, в Советскую Россию стали приезжать иностранные миссионеры, началось возрождение методизма в стране. Активно проповедовали в начале 1990-х годов граждане США, Германии и Южной Кореи. В первую очередь благовестие проводилось среди российских корейцев. С начала 1990-х годов до 2020 года корейские методистские церкви на российском Дальнем Востоке административно подчинялись центру в Южной Корее. Общество постсоветской России не ассоциировало методизм со шведскими или эстонскими деятелями начала XX века, а воспринимало его как совершенно новое явление. Зарубежные миссионеры делали упор на создание российской методистской церкви, которой руководил бы местный пастор.
Крупнейшими центрами возрождения методизма стали Москва, Самара и Екатеринбург. В Москве пастор Чо Ён Чхоль организовал Центральную объединённую методистскую церковь, которая заложила основу для других методистских общин Москвы и Московской области. В Самаре местную ОМЦ основал выпускник Эстонской методистской семинарии Владислав Спекторов. Дуайт Рэмси возглавил служение в Первой ОМЦ Екатеринбурга, которое впоследствии продолжила Лидия Истомина. В 1992 году методисты совместно с миссионерами других конфессий основали Объединённую богословскую семинарию, которая стала готовить пасторов и служителей. В 1993 году была официально зарегистрирована Российская объединённая методистская церковь (РОМЦ), получившая позже статус централизованной религиозной организации. Она вместе с национальными методистскими церквями Беларуси, Казахстана и Кыргызстана образует Объединённую методистскую церковь Евразии (ОМЦЕ), которая входит в состав всемирной Объединённой методистской церкви с центром в США. Вновь стала издаваться методистская литература и периодика на русском языке. С 1993 по 2005 год главой РОМЦ и ОМЦЕ служил Рюдигер Минор, с 2005 по 2012 год — Ханс Вяксби, с 2012 года РОМЦ и ОМЦЕ возглавляет Эдуард Хегай.
В апреле 2024 года Генеральная конференция ОМЦ проголосовала за то, чтобы разрешить методистским церквям России, Беларуси, Казахстана и Кыргызстана выйти из её состава и стать самостоятельными. Вступление решения в силу запланировано на 2025 год.

## Текущее положение и особенности
По оценке религиоведа Романа Лункина, методизм стал фактически единственным направлением относительно либерального христианства, которое прижилось в России и имеет представителей в большинстве регионов страны. Особенностью российских методистских церквей является дозволение женского священства. По словам епископа Эдуарда Хегая, это осознанная богословская позиция: «Мы видим плоды и эффект от служения женщин-пасторов. Парадоксально, почему же противятся женщинам в служении, если в России женщины всегда занимали лидирующие позиции».
Социальное служение представляет собой стержень каждой методистской общины, что связано с воззрениями основоположника методизма Джона Уэсли. В церквях ведётся профилактическая работа: лагеря и семинары, рассказы о вреде табака и наркомании, встречи анонимных алкоголиков, встречи пожилых людей. Например, рядом с Воронежем в бывшем санатории ежегодно организуется лагерь для инвалидов-колясочников, а московская церковь собирает деньги на кресла для инвалидов.